# Svenska cupen (handboll)
Svenska cupen i handboll (ATG Svenska Cupen av sponsorskäl) är en svensk handbollscup. I samband med att SM-slutspelet infördes säsongen 1967/1968 startades även Svenska Cupen för herrar. Den lades dock ned 1971 pga. nytt seriesystem (Handboll 70) infördes.
I samband med Svenska Handbollförbundets 50-årsjubileum 1979 startade cupen på nytt, under namnet Jubileumscupen, denna gång för både herrar och damer. Cupen spelades under hela 1980-talet, men lades ned i samband med införandet av Elitserien 1990/1991. Damernas cup lades ner efter säsongen 1988/1989, ett år före herrarna som spelade sista cupen 1989/1990. Det nya seriesystemet innehöll fler matcher än tidigare och därmed fanns ingen plats för Svenska Cupen. Sponsor under 80-talets slut var Tibnor och cupen benämndes således Tibnor Svenska Cupen.
När poolspelet försvann 2020 bestämde förbundet 2021 att göra en nystart av Svenska Cupen, efter att den haft uppehåll i 30 år. Cupen arrangeras både för damer och herrar. Vinnaren blir svensk cupmästare och får en plats i nästa säsongs EHF European Cup eller EHF European League beroende på Sveriges platsfördelning i europacuperna.

## Regler
Den första upplagen av Svenska Cupen 1967-1971 hade inledande regionala omgångar med lag från lägre divisioner inför det nationella slutspelet. Alla steg avgjordes i enkelmöten med lottning av motståndare och spelplats.
Samma upplägg hade inledningsvis den andra upplagan som startade 1979. Säsongen 1985/1986 går de tolv herrallsvenska lagen in i turnering med ett gruppspel i två grupper med sex lag vardera. Ettan och tvåan från de grupperna gick till kvartsfinal mot fyra lag som kom från den övriga tävlingen. Säsongerna därefter inleds för herrarna med regionala inledande gruppspel. Efterföljande omgångar och slutspel avgjordes i enkelmöten med lottning av motståndare och spelplats.
I den tredje upplagan av Svenska Cupen som startade 2021 är de 22 högst rankade anmälda lagen direktkvalificerade för gruppspel. Resterande anmälda lag spelar innan dess kval (Steg 1-3) inom respektive distrikt för att ta en plats i gruppspelet. Säsongen 2021/2022 startade dock med gruppspelet, utan föreliggande steg 1-3. Gruppspelet (Steg 4) består av 32 lag indelade i 8 grupper, och avgörs genom enkelmöten. De två främsta i varje grupp går vidare till slutspel (Steg 5) och får spela åttondelsfinal. Åttondelsfinaler och kvartsfinaler avgörs i dubbelmöten. Från och med säsongen 2023/2024 avgörs semifinaler, bronsmatch,final avgöras i ett "Final four"-event, där matcherna spelas som enkelmöten under två dagar i en och samma arena.

### Shoot-outs
I samband med omstarten av cupen 2021 infördes ett handikappsystem som innebär att om två lag från olika divisioner möts, har laget från lägre division fördelen att få skjuta så kallade shoot-outs. Detta är frilägeskontringar som utförs innan klockan startar. För varje nivåskillnad får laget skjuta tre stycken shoot-out-skott, men högst sex stycken. Om två lag från samma division möts får båda lagen skjuta tre shoot-out-skott.

## Övriga svenska handbollscuper

### Svenska Mästerskapet, 1932-1952
1932, innan det nationella seriesystemet startade, infördes Svenska Mästerskapet där vinnaren utsågs till det årets svenska mästare. Det var en en cup för vinnarna av DM, Distriktsmästerskapet, i respektive handbollsdistrikt i Sverige. Efter några år inbjöds utöver DM-vinnarna vissa utvalda lag att delta, detta utökades 1947 till samtliga lag i högsta serien. 1952 var sista året då Svenska Mästerskapet spelades. Därefter infördes att vinnaren av Allsvenskan även blev svensk mästare. Vinnaren av den sista upplagen var IFK Kristianstad.

### Junior-SM, 1945-
1945 infördes junior-SM för herrar, och 1967 för damer.

### Ligacupen, 1996-2001
Under jul- och nyårshelgen 1996-1999 spelades fyrlagsturneringen Ligacupen för de fyra högst placerade lagen efter Elitseriens höstsäsong. 2000 och 2001 var det istället de två högst placerad lagen i Sverige respektive Norge som möttes. Redbergslids IK är regerande mästare.

### Nordiska Mästerskapet för klubblag, 1998
1998 spelades Nordiska Mästerskapet för klubblag i handboll. Även här är Redbergslids IK regerande mästare.

### TRIM-SM, 1978-
1978 infördes TRIM-SM för spelare som nått en viss ålder.

## Herrar

### Vinnare
| Säsong  | Antal lag | Vinnare            | Resultat   | Finalist    | Finalarena                 |
| ------- | --------- | ------------------ | ---------- | ----------- | -------------------------- |
| 1967/68 | 95        | SoIK Hellas        | 30–21      | HK Drott    | Sporthallen, Halmstad      |
| 1968/69 | 81        | Redbergslids IK    | 16–15 e.f. | SoIK Hellas | Eriksdalshallen, Stockholm |
| 1969/70 | 51        | SoIK Hellas        | 18–11      | KFUM Borås  | Boråshallen, Borås         |
| 1970/71 | 63        | Västra Frölunda IF | 15–9       | SoIK Hellas | Eriksdalshallen, Stockholm |

| Säsong  | Antal lag | Vinnare            | Resultat | Finalist         | Finalarena                     |
| ------- | --------- | ------------------ | -------- | ---------------- | ------------------------------ |
| 1979/80 | 76        | HK Drott           | 28–25    | Irsta HF         | Idrottshallen, Karlskrona      |
| 1980/81 | 76        | IFK Karlskrona     | 23–20    | Växjö HF         | Teleborgshallen, Växjö         |
| 1981/82 | 101       | HK Drott           | 31–25    | IK Heim          | Sannarpshallen, Halmstad       |
| 1982/83 | 108       | Dalhems IF         | 22–20    | IFK Karlskrona   | Baltiska hallen, Malmö         |
| 1983/84 | 116       | Västra Frölunda IF | 25–9     | HK Drott         | Lisebergshallen, Göteborg      |
| 1984/85 | 123       | HK Drott           | 19–17    | Redbergslids IK  | Lisebergshallen, Göteborg      |
| 1985/86 | 132       | HK Drott           | 21–20    | IK Sävehof       | Partille Idrottshall, Partille |
| 1986/87 | 129       | IFK Skövde         | 28–23    | HP Warta         | Skövde Idrottshall, Skövde     |
| 1987/88 | 140       | Redbergslids IK    | 23–18    | HK Drott         | Sporthallen, Halmstad          |
| 1988/89 | 131       | HK Drott           | 33–16    | Katrineholms AIK | Duveholmshallen, Katrineholm   |
| 1989/90 |           | IF Saab            | 19–18    | Lugi HF          | Lunds Idrottshall, Lund        |

| Säsong  | Antal lag | Vinnare          | Resultat              | Finalist    | Finalarena                                                  | Bronsmatch                                           |
| ------- | --------- | ---------------- | --------------------- | ----------- | ----------------------------------------------------------- | ---------------------------------------------------- |
| 2021/22 | 32        | IK Sävehof       | 37–30 / 27–27 (64–57) | Lugi HF     | Sparbanken Skåne Arena, Lund Partille Arena, Partille       |                                                      |
| 2022/23 | 88        | IFK Kristianstad | 30–31 / 35–32 (65–63) | Hammarby IF | Kristianstad Arena, Kristianstad Eriksdalshallen, Stockholm |                                                      |
| 2023/24 | 94        | Ystads IF        | 33–32                 | Hammarby IF | Halmstad Arena, Halmstad                                    | Amo HK-Önnereds HK 36-27                             |
| 2024/25 | 88        | Ystads IF        | 34-28                 | Önnereds HK | Halmstad Arena, Halmstad                                    | OV Helsingborg-Alingsås HK, 30-28 (efter shoot outs) |

### Medaljliga
| #  | Klubb              | Guld  | Guld                         | Silver | Brons |
| #  | Klubb              | Antal | Årtal                        | Antal  | Antal |
| -- | ------------------ | ----- | ---------------------------- | ------ | ----- |
| 1  | HK Drott           | 5     | 1980, 1982, 1985, 1986, 1989 | 3      |       |
| 2  | SoIK Hellas        | 2     | 1968, 1970                   | 2      |       |
| 3  | Redbergslids IK    | 2     | 1969, 1988                   | 1      |       |
| 4  | Västra Frölunda IF | 2     | 1971, 1984                   |        |       |
| 4  | Ystads IF          | 2     | 2024, 2025                   |        |       |
| 6  | IFK Karlskrona     | 1     | 1981                         | 1      |       |
| 6  | IK Sävehof         | 1     | 2022                         | 1      |       |
| 8  | Dalhems IF         | 1     | 1983                         |        |       |
| 8  | IFK Skövde         | 1     | 1987                         |        |       |
| 8  | IF Saab            | 1     | 1990                         |        |       |
| 8  | IFK Kristianstad   | 1     | 2023                         |        |       |
| 12 | Lugi HF            |       |                              | 2      |       |
| 12 | Hammarby IF        |       |                              | 2      |       |
| 14 | KFUM Borås         |       |                              | 1      |       |
| 14 | Irsta HF           |       |                              | 1      |       |
| 14 | Växjö HF           |       |                              | 1      |       |
| 14 | IK Heim            |       |                              | 1      |       |
| 14 | HP Warta           |       |                              | 1      |       |
| 14 | Katrineholms AIK   |       |                              | 1      |       |
| 14 | Önnereds HK        |       |                              | 1      |       |
| 21 | Amo HK             |       |                              |        | 1     |
| 21 | OV Helsingborg     |       |                              |        | 1     |

## Damer

### Vinnare
| Säsong  | Antal lag | Vinnare               | Resultat | Finalist         | Finalarena                     |
| ------- | --------- | --------------------- | -------- | ---------------- | ------------------------------ |
| 1979/80 | 40        | Stockholmspolisens IF | 25–15    | Norrköpings HK   |                                |
| 1980/81 | 33        | Irsta HF              | 28–14    | HP Warta         | Västerås Idrottshall, Västerås |
| 1981/82 | 40        | Irsta HF              | 22–13    | Göteborgs Kv IK  | Västerås Idrottshall, Västerås |
| 1982/83 | 54        | Stockholmspolisens IF | 29–15    | HK Silwing/Troja | Enskedehallen, Stockholm       |
| 1983/84 | 58        | HK Silwing/Troja      | 15–14    | Irsta HF         | Eriksdalshallen, Stockholm     |
| 1984/85 | 66        | Stockholmspolisens IF | 22–20    | Irsta HF         | Eriksdalshallen, Stockholm     |
| 1985/86 | 66        | Tyresö HF             | 23–18    | Skuru IK         | Nacka Sporthall, Nacka         |
| 1986/87 | 75        | Tyresö HF             | 22–13    | Skuru IK         | Nacka Sporthall, Nacka         |
| 1987/88 | 78        | RP IF                 | 20–14    | Skuru IK         | Nacka Sporthall, Nacka         |
| 1988/89 | 79        | Tyresö HF             | 25–20    | Skuru IK         | Nybodahallen, Tyresö           |

| Säsong  | Antal lag | Vinnare       | Resultat              | Finalist      | Finalarena                                      | Bronsmatch                         |
| ------- | --------- | ------------- | --------------------- | ------------- | ----------------------------------------------- | ---------------------------------- |
| 2021/22 | 32        | Skuru IK      | 32–26 / 35–33 (67–59) | Skara HF      | Eriksdalshallen, Stockholm Arena Skövde, Skövde |                                    |
| 2022/23 | 72        | IK Sävehof    | 41–23 / 25–31 (66–54) | Höörs HK H 65 | Eslövshallen, Eslöv Partille Arena, Partille    |                                    |
| 2023/24 | 73        | IK Sävehof    | 33-26                 | Höörs HK H 65 | Estrad Alingsås, Alingsås                       | Önnereds HK-Kristianstad HK, 33-30 |
| 2024/25 | 69        | Höörs HK H 65 | 30-18                 | Skuru IK      | Estrad Alingsås, Alingsås                       | Önnereds HK-IF Hallby HK, 31-16    |

### Medaljliga
| #  | Klubb                 | Guld  | Guld             | Silver | Brons |
| #  | Klubb                 | Antal | Årtal            | Antal  | Antal |
| -- | --------------------- | ----- | ---------------- | ------ | ----- |
| 1  | Stockholmspolisens IF | 3     | 1980, 1983, 1985 |        |       |
| 1  | Tyresö HF             | 3     | 1986, 1987, 1989 |        |       |
| 3  | Irsta HF              | 2     | 1981, 1982       | 2      |       |
| 4  | IK Sävehof            | 2     | 2023, 2024       |        |       |
| 5  | Skuru IK              | 1     | 2022             | 5      |       |
| 6  | Höör HK H 65          | 1     | 2025             | 2      |       |
| 7  | HK Silwing/Troja      | 1     | 1984             |        |       |
| 7  | RP IF                 | 1     | 1988             |        |       |
| 9  | Norrköpings HK        |       |                  | 1      |       |
| 9  | HP Warta              |       |                  | 1      |       |
| 9  | Göteborgs Kv IK       |       |                  | 1      |       |
| 9  | HK Silwing/Troja      |       |                  | 1      |       |
| 9  | Skara HF              |       |                  | 1      |       |
| 14 | Önnereds HK           |       |                  |        | 2     |